# 椎名武雄
椎名 武雄（しいな たけお、1929年5月11日 - 2023年4月19日）は、日本の経営者。日本アイ・ビー・エム(日本IBM)株式会社代表取締役 社長・会長及び最高顧問等歴任。経済同友会終身幹事。社会経済生産性本部副会長。社団法人企業研究会会長。財団法人慶応工学会理事長、慶應義塾評議員・理事、慶應義塾理工学部同窓会募金委員会名誉会長。位階は従三位、藍綬褒章、勲一等瑞宝章受章。

## 人物
外資系企業の日本での社会的な認知度を向上させ、いわば財界での市民権を得るのに大きく貢献した。HOYA株式会社の社外取締役を、2011年6月をもって退任し、ほぼすべての役職を退任した。1989年 中期 頃、次年度のアメリカIBM社の業績が創業以来、初の赤字に陥るおそれであるという記事が日本経済新聞に掲載される。ハコ 箱 ( 巨大ハードウェア製品群 ) 売り屋 体質からの脱却を図る為、1992年12月 代表取締役社長を退任。

## 略歴
- 1929年5月 岐阜県関市に生まれる。祖父・椎名若乃助は千葉県横芝町の庄屋を務めた家系出身。
- 慶應義塾普通部（旧制中学）卒業
- 1951年3月 慶應義塾大学工学部機械工学科卒業
- 1953年1月 バックネル大学工学部機械工学科卒業
- 1953年6月 日本アイ・ビー・エム株式会社入社
- 1960年 千鳥町工場工場長
- 1962年5月 取締役（生産部門担当）
  - その後人事、営業、財務部門等の取締役、常務取締役、副社長を歴任
- 1975年2月 代表取締役社長
- 1989年6月 IBMコーポレーション副社長を兼任（-1993年3月）
- 1990年4月 藍綬褒章受章
- 1993年1月 北城恪太郎に社長職を引継ぎ、代表取締役会長兼経営諮問委員会議長
- 1994年10月 貿易表彰受賞
- 1999年12月 大歳卓麻の社長就任、北城の会長就任に伴い最高顧問兼経営諮問委員会議長
- 2000年10月 日本経済新聞に「私の履歴書」を連載[1]、企業研究会会長[2]
- 2000年11月 勲一等瑞宝章受章[3]
  - この間HOYA、商船三井、明治製菓、メルシャン等の社外取締役を歴任
- 2007年5月　日本アイ・ビー・エム株式会社相談役
- 2010年3月　日本アイ・ビー・エム株式会社相談役退任
- 2023年4月19日　病気のため、死去[1]。93歳没。死没日付をもって従三位に叙された[4]。

## 著書
- 「経営トップ100人が示す  伸びる社員の条件―栄光ある不満」（PHP研究所、1986年）
- 「オフィスの椅子が10万円でもいいじゃないか―未来のオフィス像を語る」（日本ビクタービデオソフト事業部、1989年、共著）
- 「外資と生きる―IBMとの半世紀 私の履歴書」（日本経済新聞社（日経ビジネス人文庫）、2001年）